# Limpakuwus
Limpakuwus is een bestuurslaag in het regentschap Banyumas van de provincie Midden-Java, Indonesië. Limpakuwus telt 4591 inwoners (volkstelling 2010).